# Тесис
ТЕСИС — комплекс космических телескопов, предназначенных для исследования Солнца в рентгеновской области спектра. ТЕСИС установлен на борту космической обсерватории «Коронас-Фотон», запуск которой состоялся 30 января 2009 года на эллиптическую околоземную орбиту 562×539 км с наклонением 82,5°.

## О проекте
Комплекс ТЕСИС разрабатывался с 2003 года в Лаборатории рентгеновской астрономии Солнца Физического института им. П. Н. Лебедева Российской Академии наук, где осуществляется полный цикл данного эксперимента — от формулировки его научных задач и разработки технологических макетов научной аппаратуры до создания лётного образца инструмента и его установки на борту космического аппарата.
Основной целью эксперимента было осуществление непрерывного мониторинга и анализа активности Солнца и поиск ответов на наиболее актуальные вопросы физики Солнца, такие как проблема нагрева солнечной короны, механизм солнечных вспышек, природа солнечного цикла и другие.
Всего в ходе эксперимента предполагалось получить несколько сотен тысяч новых фотоснимков и видеозаписей солнечной короны и хромосферы, значительная часть которых, как ожидалось, будет размещена в открытом доступе для просмотра и научного анализа в базе данных эксперимента и специально создаваемых фото- и видеогалереях. Тем не менее, несмотря на значительное число сообщений в прессе о результатах проекта, а также большое число опубликованных изображений и фильмов, открытая для всех база эксперимента не была создана (по состоянию на май 2010 года).
Эксперимент ТЕСИС завершился 1 декабря 2009 года в связи с выходом из строя космической платформы Метеор-3М, на которой было размещено научное оборудование.

## Научные задачи
- Исследование структуры и динамики короны Солнца и переходного слоя солнечной атмосферы в диапазоне температур 0,05-20 млн К.
- Мониторинг и регистрация солнечных вспышек. Исследование механизмов их возникновения и особенностей развития по анализу временных профилей и спектров вспышечного излучения и изменению структуры магнитных полей в области вспышек.
- Спектральная диагностика (определение плотности и температурного состава) горячей плазмы активных областей и областей вспышек.
- Исследование нестационарных явлений (выбросов корональной плазмы, эруптивных протуберанцев, транзиентных феноменов) в атмосфере Солнца и изучение их геомагнитной эффективности.
- Разработка методов раннего прогнозирования возмущений в земной магнитосфере.

## Состав аппаратуры
Комплекс аппаратуры ТЕСИС включает 5 научных инструментов:
- Изображающий спектрогелиометр в линии MgXII 8,42 Å (MISH — the MgXII Imaging Spectroheliometer)
- Спектрогелиометр крайнего ультрафиолетового диапазона (EUSH — the EUV Spectroheliometer)
- Два телескопа крайнего ультрафиолетового диапазона (FET — the Full-disk EUV Telescopes)
- Коронограф крайнего ультрафиолетового диапазона (SEC — the Solar EUV Coronograph)
- Рентгеновский фотометр-спектрогелиометр СФИНКС (SphinX)[1].

| Инструмент       | Задачи исследования | Описание инструмента | Диапазон длин волн                                          | Поле зрения                                                                     | Угловое разрешение                                                                 |
| MISH             | Исследование пространственного распределения и динамики горячей солнечной плазмы в области температур около 10 млн К         | Спектрогелиометр Брегга со сферическим изогнутым кристаллическим зеркалом                                                                             | Дублет линий водородоподобного иона MgXII 8,418 Å и 8,423 Å | 1,15° (полный диск Солнца)                                                      | 2 угл. сек. на пиксель                                                             |
| EUSH             | Спектральная диагностика физических параметров (плотности и температуры) солнечной плазмы в области температур 0.05-20 млн К | Спектрогелиометр крайнего ультрафиолетового диапазона с дифракционной решеткой наклонного падения и фокусирующим многослойным параболическим зеркалом | Диапазон 280—330 Å                                          | 1,24° (Полный диск Солнца сжатый вдоль оси дисперсии)                           | 4,4 угл. сек. ( перпендикулярно оси дисперсии) 1,5 угл. мин. (вдоль оси дисперсии) |
| FET (телескоп 1) | Получение изображений Солнца с высоким пространственным и угловым разрешением в обласли температур около 15 млн К            | Телескоп системы Гершеля с многослойным параболическим фокусирующим зеркалом                                                                          | Диапазон 130—136 Å                                          | 1,0° (полный диск Солнца)                                                       | 1,7 угл. сек. на пиксель                                                           |
| FET (телескоп 2) | Получение изображений Солнца с высоким пространственным и угловым разрешением в обласли температур около 50 тыс. К           | Телескоп системы Гершеля с многослойным параболическим фокусирующим зеркалом                                                                          | Диапазон 290—320 Å                                          | 1,0° (полный диск Солнца)                                                       | 1,7 угл. сек. на пиксель                                                           |
| SEC              | Исследование структуры и динамики корональных выбросов вещества на расстояниях до 4 солнечных радиусов                       | Коронограф системы Ричи-Кретьена | Диапазон 290—320 Å                                          | 2,5° (внутренняя и внешняя корона на расстоянии от 0,7 до 4 солнечных радиусов) | 5 угл. сек. на пиксель                                                             |